# Club Balonmano Barakaldo
El BM Barakaldo es un equipo de balonmano de la ciudad de Baracaldo (Vizcaya) España. Fundado en 1979. Actualmente milita en la Primera Nacional (Tercera división), pero ha llegado a militar en la Liga ASOBAL..

## Historia
En la temporada 2014/2015 descendió de la División de Honor Plata a Primera Nacional, militando en el grupo C desde 2016. El Balonmano Barakaldo se ha considerado un equipo histórico en el balonmano Español. Pese a descender dos veces de categoría en la última década , el club sigue activo en Primera Nacional. 
Históricamente rival del Balonmano Trapagaran, es común que los jugadores cambien de equipo cada cierto tiempo. Debido a ello, existe una rivalidad que es muy fuerte, y se viven unos derbis de agitación cuando ambos equipos juegan. Actualmente el Balonmano Barakaldo está cosechando peores resultados que sus vecinos del "Valle"
En la temporada 2018/2019 descendió de categoría, perdiendo su plaza en primera nacional. A pesar de ello, negoció la compra de los derechos deportivos del Stadium Casablanca, por lo que se adjudicó su plaza y el descenso no llegó a consumarse.

## Pabellón
Desde 2004 disputa los partidos de local en el Polideportivo de Lasesarre, con capacidad para 3200 espectadores; anteriormente lo hacía en el Polideportivo de Gorostiza con capacidad para 700 espectadores.